# Ponte escatologico
Il ponte escatologico islamico (in arabo ﺟﺴﺮ‎?, jisr) è quel transito celeste che, nel giorno del giudizio, consentirà ai mortali di accedere al paradiso o dal quale, al contrario, costoro cadranno a precipizio verso gli abissi infernali sottostanti.
Questo sarà possibile perché per i beati destinati al premio finale eterno, il "ponte" sarà come una "strada" (sirāt) larga e quindi facile da percorrere mentre per i reprobi essa sarà stretta come un filo di rasoio, impossibile da percorrere e quindi destinata a produrre la caduta nell'Inferno. Secondo alcune tradizioni, questo ponte collegherebbe il Monte del Tempio a Gerusalemme con il Monte degli Ulivi e comprenderebbe sette archi.
Come la bilancia, anche il "ponte" è per dogma un qualcosa di reale e concreto e non credendo in esso il musulmano perde la sua qualità e diventa kāfir, con tutte le pesanti conseguente che tale fatto comporta.